# NGC 6157
NGC 6157 is een elliptisch sterrenstelsel in het sterrenbeeld Draak. Het hemelobject werd op 28 juni 1886 ontdekt door de Amerikaanse astronoom Lewis A. Swift.

## Synoniemen
- MCG 9-27-39
- ZWG 276.18
- NPM1G +55.0256
- PGC 58101